# Вулиця Тараса Кузьміна
Вулиця Тараса Кузьміна — вулиця в місті Одеса, між Молдаванкою і Матроською слобідкою. Пролягає від Лютерантського провулку та Старопортофранківської вулиці до Балківської вулиці.
Прилучаються Поперечний провулок, узвіз Степана Олійника, вулиці Дюківська, Скісна, Ризовська, Сєрова, Південна, Садиківська, 10-го квітня та Мечникова.
26 липня 2024 року розпорядженням очільника Одеської ОВА Градоначальницька вулиця була перейменована на вулицю Тараса Кузьміна, на честь уродженця Одеси, українського військовика Кузьміна Тараса Леонідовича (30.10.1981 — 04.11.2022), позивний «Арго», який загинув на Лиманському напрямку.